# Jabłonna (gmina)
Pour les articles homonymes, voir Jabłonna.

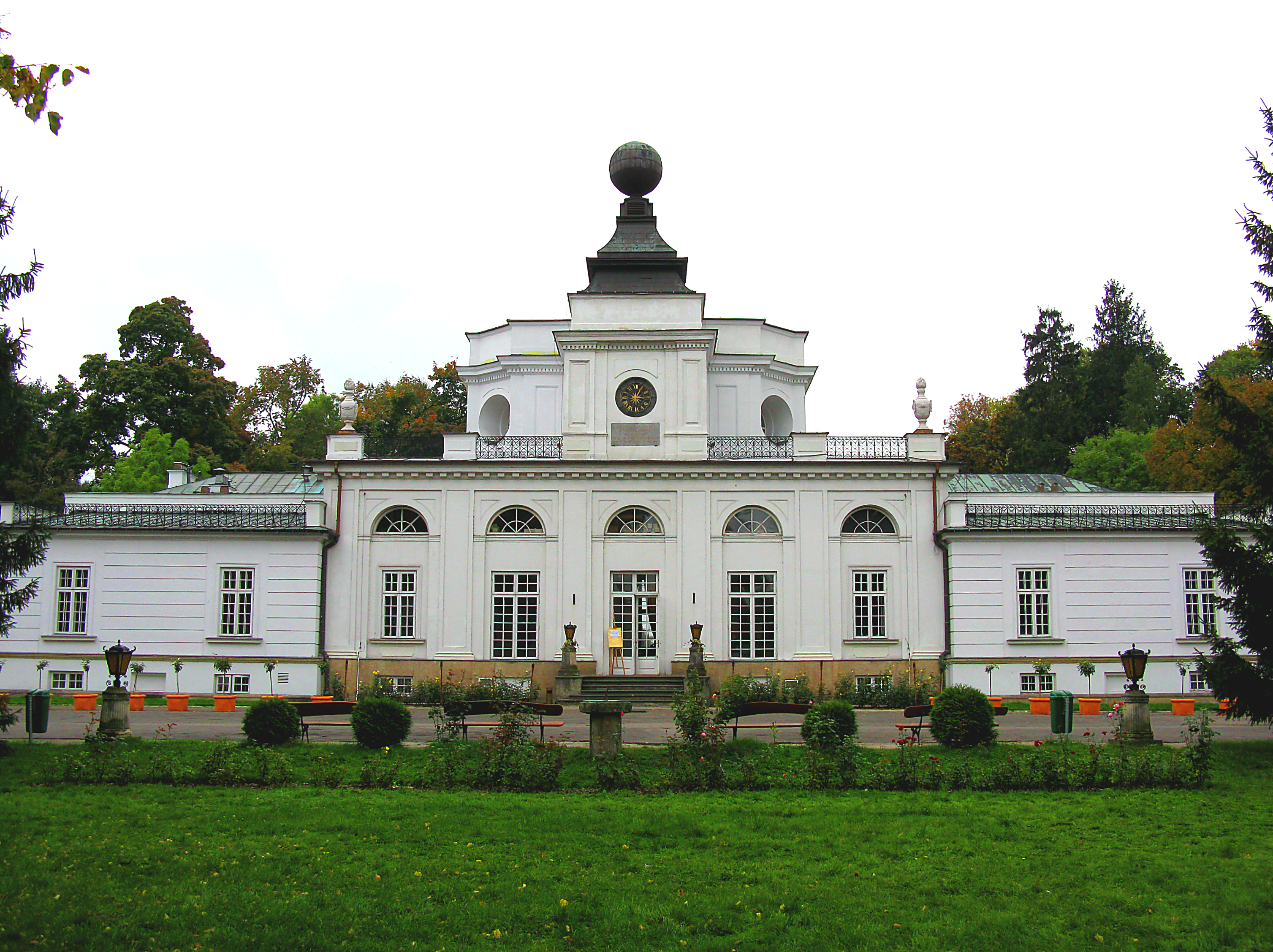
Palais Jablonna

Jabłonna est une gmina rurale (gmina wiejska) du powiat de Legionowo, dans la Voïvodie de Mazovie, dans le centre-est de la Pologne.
Son siège administratif est le village de Jabłonna, qui se situe environ 3 kilomètres au sud de Legionowo (chef-lieu de la powiat)et 19 kilomètres au nord de Varsovie (capitale de la Pologne).
La gmina couvre une superficie de 64,55 km2 pour une population de 13 172 habitants en 2006.

## Histoire
De 1975 à 1998, la gmina est attachée administrativement à la voïvodie de Varsovie.

Depuis 1999, elle fait partie de la voïvodie de Mazovie.

## Géographie
La gmina de Jabłonna inclut les villages et les localités de :

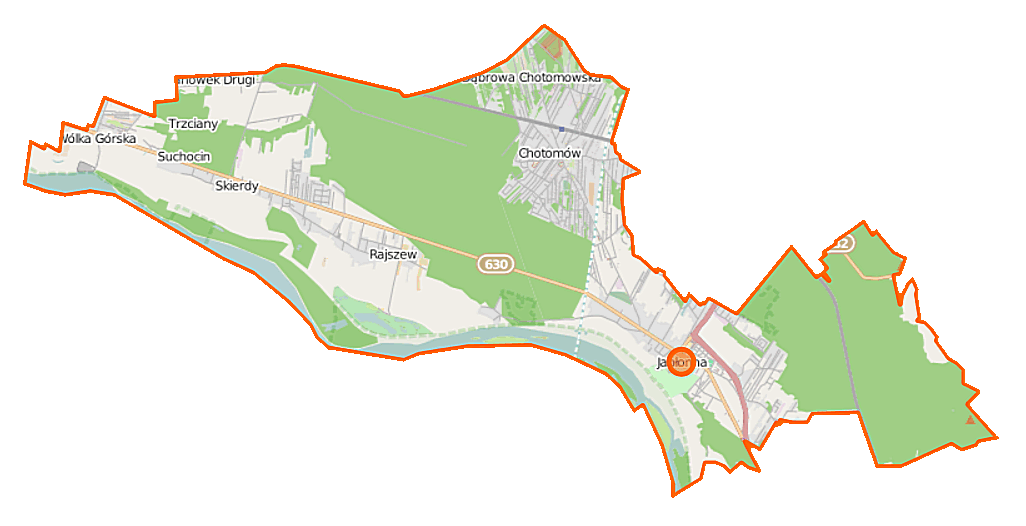
Plan de la gmina

- Boża Wola
- Chotomów
- Dąbrowa Chotomowska
- Jabłonna
- Janówek Drugi
- Rajszew
- Skierdy
- Suchocin
- Trzciany
- Wólka Górska

### Gminy voisines
La gmina de Jabłonna est voisine des villes suivantes :
- Varsovie
- Legionowo
- Nowy Dwór Mazowiecki

et des gminy :
- Czosnów
- Łomianki
- Nieporęt
- Wieliszew

## Structure du terrain
D'après les données de 2002, la superficie de la commune de Jabłonna est de 64,55 km², répartis comme tel :
- terres agricoles : 37 %
- forêts : 42 %

La commune représente 16,56 % de la superficie du powiat.

## Démographie
Données du 31 décembre 2009 :
| description        | Total  | Total | Femmes | Femmes | Hommes | Hommes |
| ------------------ | ------ | ----- | ------ | ------ | ------ | ------ |
| Unité              | Nombre | %     | Nombre | %      | Nombre | %      |
| population         | 14 314 | 100   | 7 376  | 51,53  | 6 939  | 48,47  |
| Densité (hab./km²) | 221,8  | 221,8 | 114,3  | 114,3  | 107,5  | 107,5  |